# Alexandra (Schiff, 1908)
Die Alexandra ist ein 1908 vom Stapel gelaufener Dampfer, der als maritimes Wahrzeichen der Stadt Flensburg gilt und seit 1990 als fahrendes historisches Schiff im Denkmalbuch des Landes Schleswig-Holstein eingetragen ist. Es handelt sich um einen Salondampfer und den letzten erhaltenen Fördedampfer. Die Alexandra liegt heute in der Nähe des Museumshafen Flensburg und gehört zum Historischen Hafen Flensburgs.

## Geschichte der Alexandra

### 1908 bis zur Außerdienststellung 1975
Das Schiff wurde in Hamburg auf der Werft von Janssen & Schmilinsky für die Vereinigte Flensburg-Ekensunder und Sonderburger Dampfschiffsgesellschaft (kurz „Vereinigte“) gebaut, nach der Taufe durch die Prinzessin Alexandra von Schleswig-Holstein-Sonderburg-Glücksburg im Mai 1908 vom Stapel gelassen und am 31. Mai 1908 an die Reederei übergeben. Das Schiff wurde in den Liniendienst auf der Flensburger Förde gestellt. Während des Ersten Weltkrieges diente es von 1914 bis 1918 als Vorpostenboot. Von 1919 bis 1934 tat das Schiff wieder Liniendienst für die „Vereinigte“, die 1934 aufgelöst wurde. Die Alexandra wurde von der neu gegründeten Förde-Reederei GmbH übernommen. Bei den Segelwettbewerben in der Kieler Förde während der Olympischen Spiele von 1936 wurde das Schiff als Regatta-Begleitschiff eingesetzt. Später wurde die Alexandra Lotsenversetzdampfer in der Ostsee sowie Taucherfahrzeug und Torpedofangboot in der Danziger Bucht. 1945 diente die Alexandra in Gotenhafen als Zubringerschiff für die Wilhelm Gustloff, war an der Evakuierung Königsbergs beteiligt und wurde bei weiteren Verwundeten- und Flüchtlingstransporten über die Ostsee eingesetzt. In den letzten Kriegstagen kehrte das mit Flüchtlingen beladene Schiff nach Schleswig-Holstein zurück. Zwischen 1946 und 1975 wurde die Alexandra wieder im Liniendienst eingesetzt, vor allem zwischen Flensburg und Glücksburg. Bei den Segelwettbewerben der Olympischen Spiele von 1972 wurde der Dampfer wieder als Begleitschiff für die Regatten eingesetzt. Wegen Unrentabilität folgte am 31. August 1975 die Außerdienststellung. Das Schiff blieb unzugänglich gemacht im Flensburger Hafen liegen und wurde dem Verfall preisgegeben.

### Seit 1975
Zwischen 1975 und 1979 bildete sich die Gruppe „Rettet die Alexandra“. Am 1. Juli 1979 wurde der „Verein zur Förderung dampfgetriebener Fördeschiffe e. V.“ gegründet, der sich später in „Förderverein Salondampfer Alexandra e. V.“ umbenannte. Zwischen 1980 und 1982 wurde das Schiff instand gesetzt und nahm an Hafenfesten teil. 1982 wurde die Alexandra durch das Schleswig-Holsteinische Landesamt für Denkmalpflege als Kulturdenkmal anerkannt. Am 1. Oktober 1986 wurde der Dampfer dem Verein von der Fördereederei gegen die Auflage der vollständigen Instandsetzung geschenkt. Die auf 820.000 DM geschätzten Kosten der Sanierung wurden durch Bund, Land und Arbeitsamt mit 700.000 DM bezuschusst, der übrige Betrag war durch den Förderverein aufzubringen. Im März 1987 wurde die Sanierung des Rumpfes auf der Werft Peter Eberhardt in Arnis begonnen, das Schiff kehrte am 18. Dezember 1988 nach Flensburg zurück. Seit 1989 findet mit der Alexandra in den Monaten Mai bis September ein regelmäßiger Fährbetrieb auf der Flensburger Förde statt. Am 26. Oktober 1990 wurde die Alexandra in das Denkmalbuch des Landes Schleswig-Holstein offiziell eingetragen. Der Dampfer nimmt seit 1991 regelmäßig an der Kieler Woche teil. 1992 wurde unter der Schirmherrschaft des Stadtpräsidenten der Stadt Flensburg das „Kuratorium Salondampfer Alexandra e. V.“ als Spendensammelverein gegründet. Seit 1993 ist die Alexandra Gastgeberin des nach Pferdestärken gemessenen größten regelmäßigen Dampfertreffen Europas, des Flensburger Dampf Rundums.

## Technische Daten
Bruttoregistertonnen: 140 (BRZ: 160)
Nettoregistertonnen: 55 (NRZ 54)
Besatzungsmitglieder: 7 seemännische und technische, 6 in der Restauration

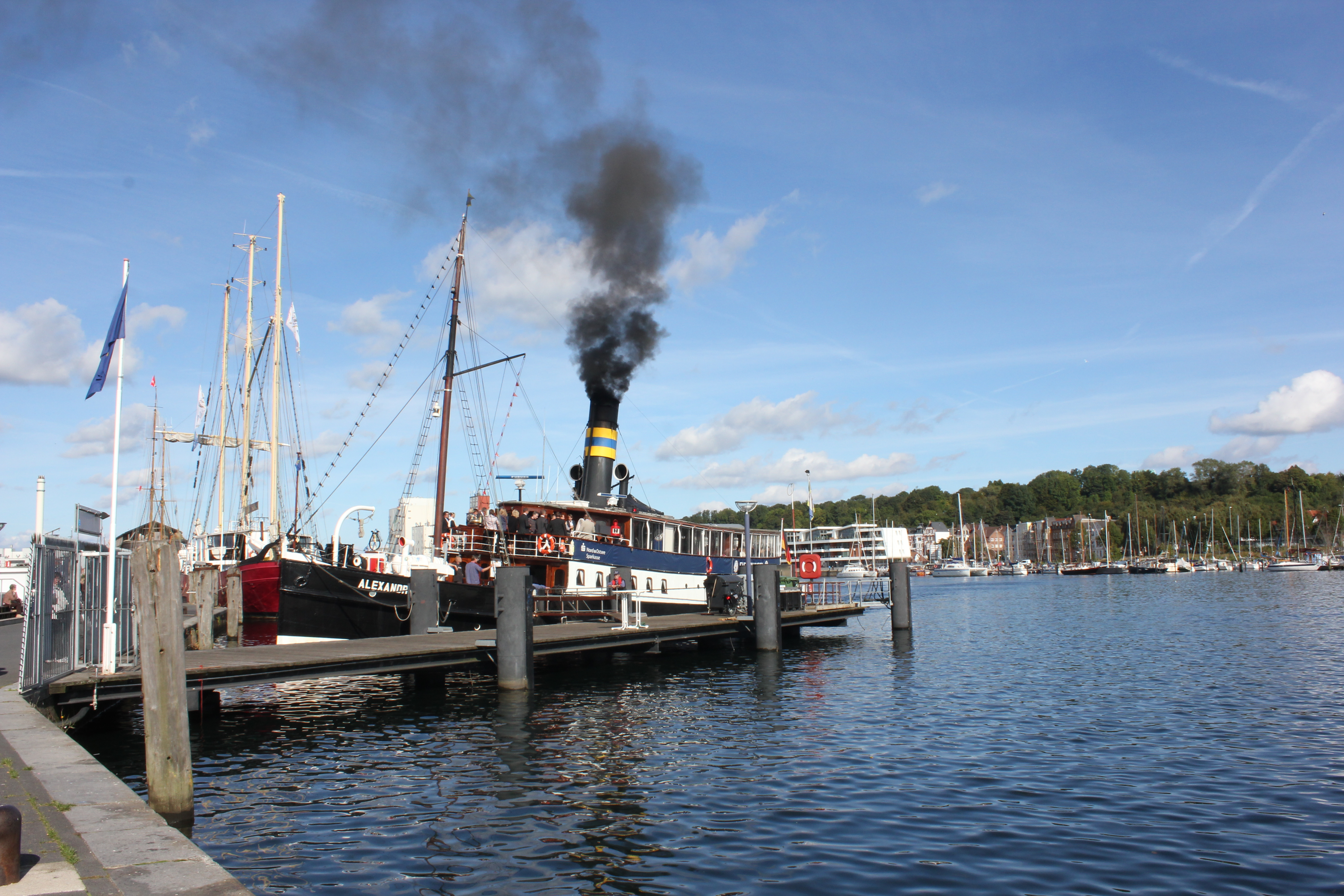
Alexandra liegt an der Brücke fertig zum Auslaufen
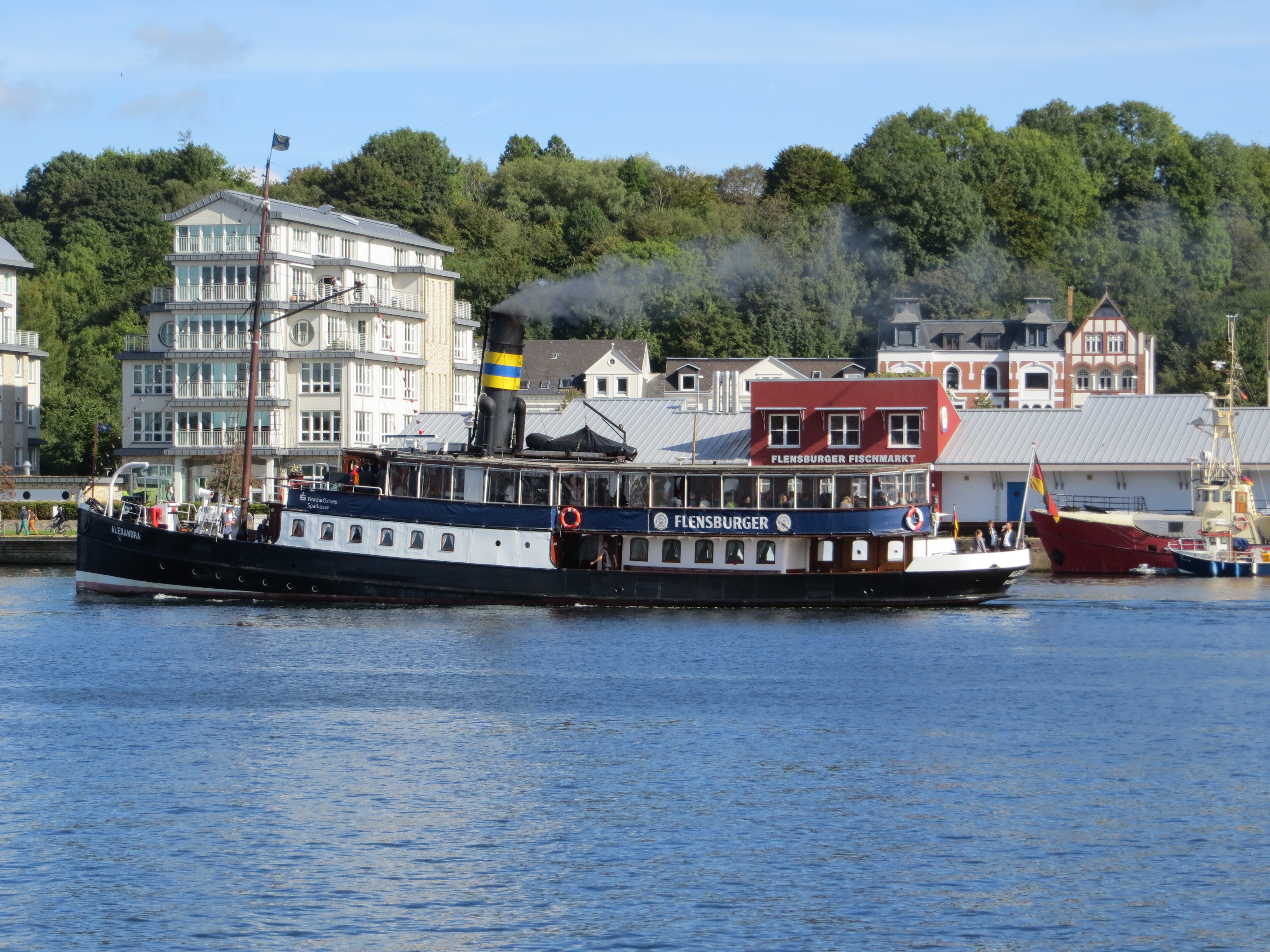
Museumsschiff Alexandra im Flensburger Hafen
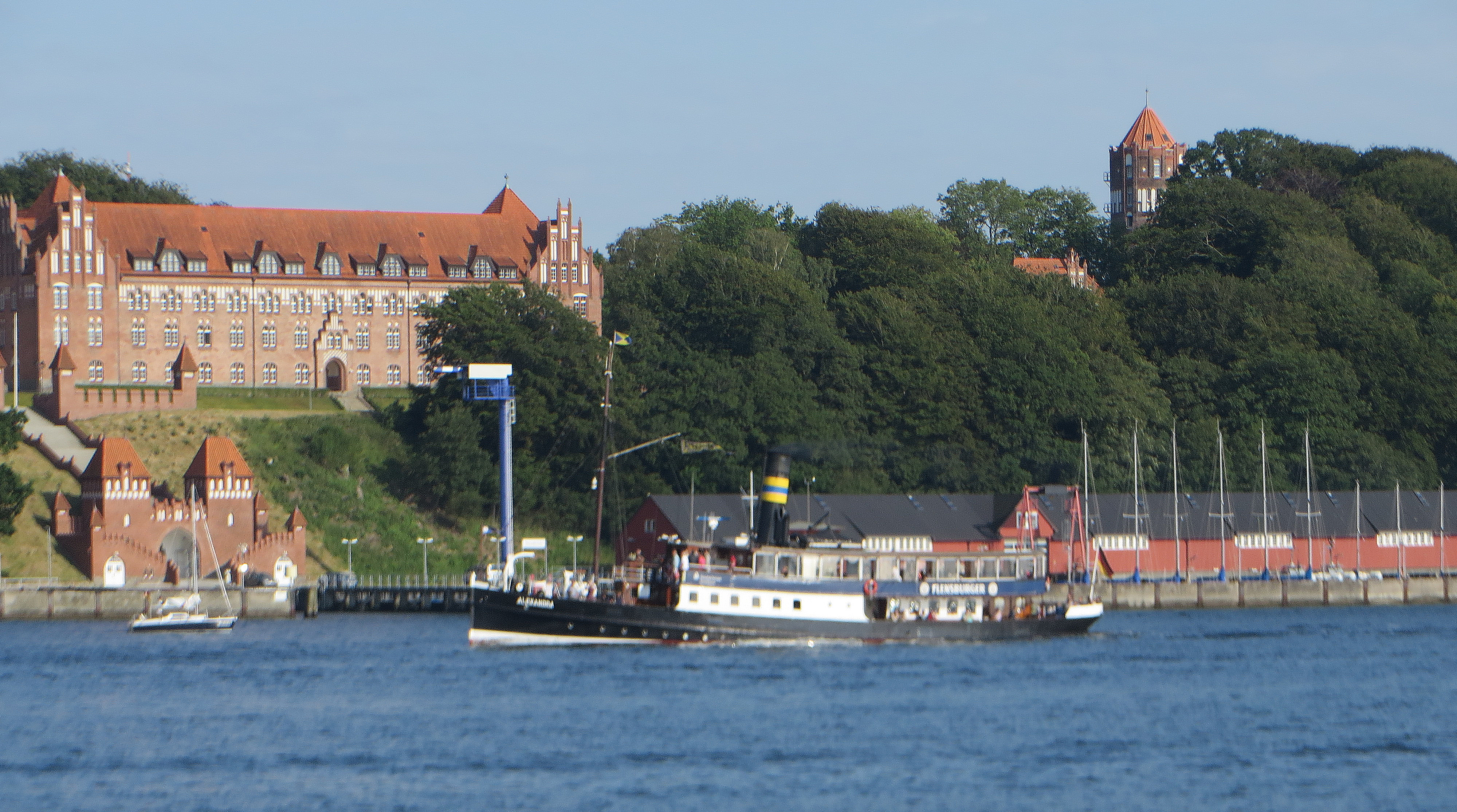
Die Alexandra auf ihrer Fahrt auf der Förde, vor dem Roten Schloss, Wahrzeichen von Mürwik (2015)
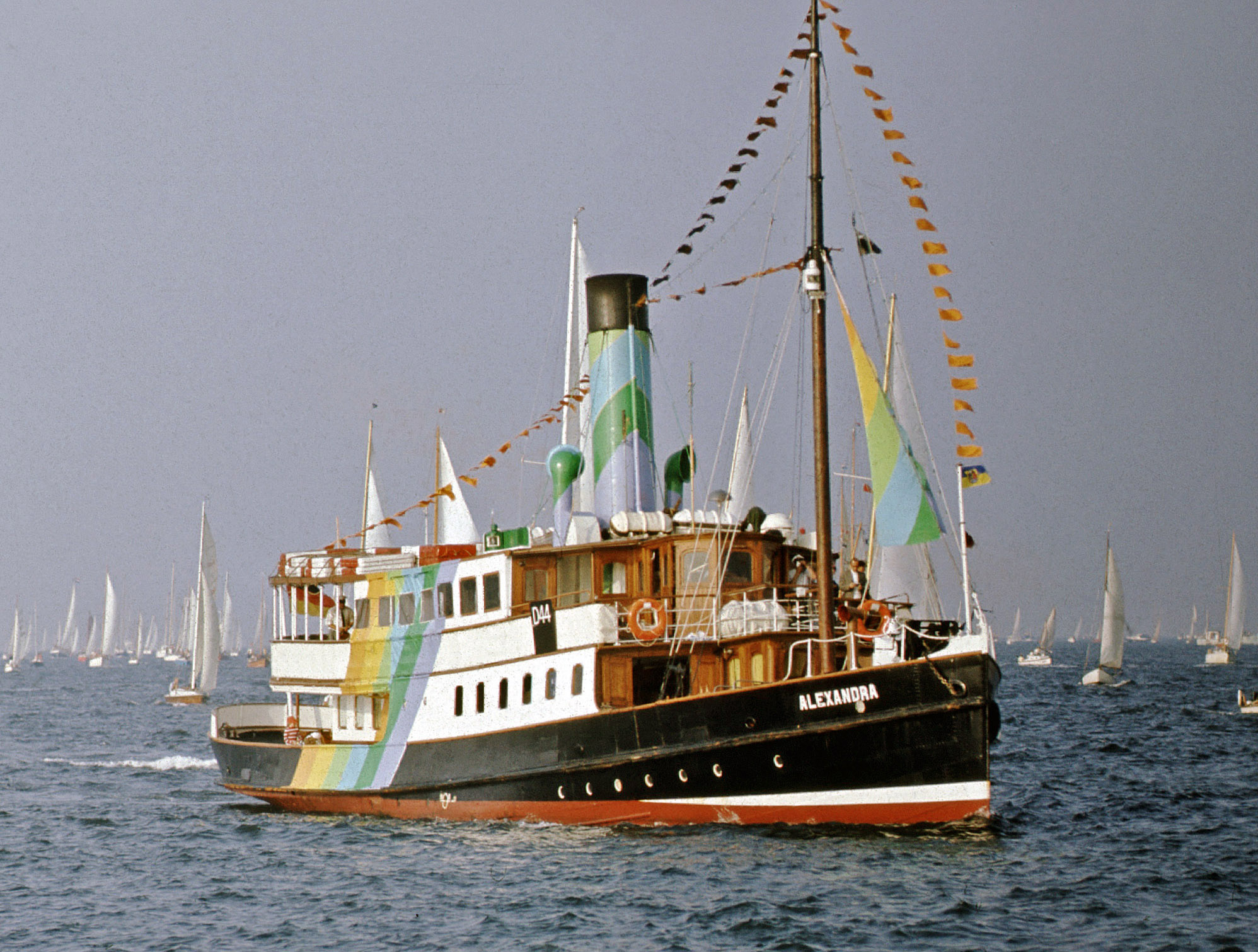
Alexandra in speziellen Farben zur Windjammerparade 1972 in Kiel
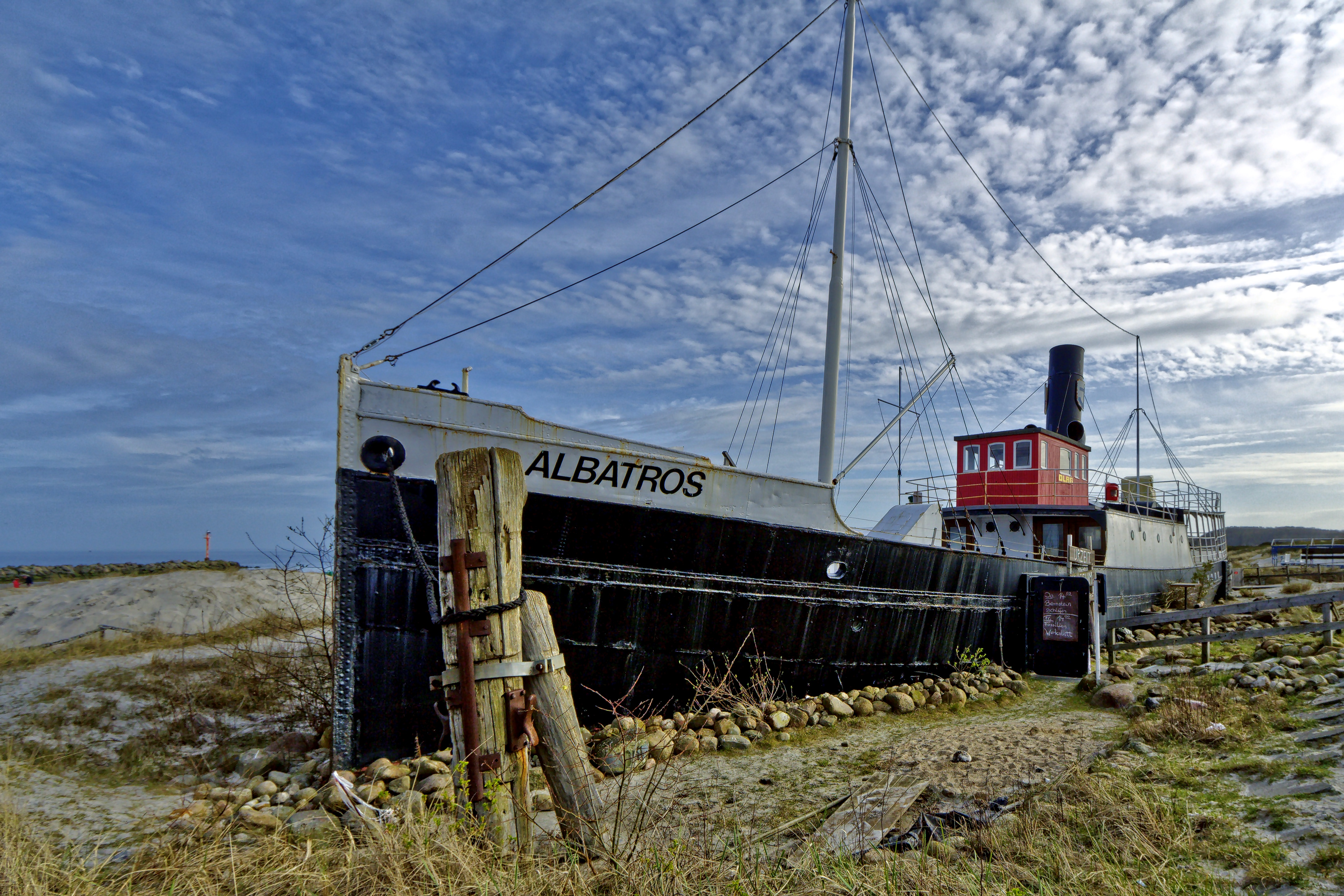
Das Schwesterschiff Albatros aus dem Jahr 1912 liegt heute in Damp auf dem Sandstrand